# Дансько-німецькі війни
Дансько-німецькі війни — війни між Данією та німецькими державами (Священна Римська імперія, Пруссія, Нацистська Німеччина). Складова дансько-німецьких відносин. Велися переважно за володіння Шлезвігом, Гольштейном та прилеглими територіями.

## Війни
- 1227: битва при Борнгеведі (Данія проти Гольштейну і Ганзи)
- 1426–1435: дансько-ганзейська війна
- 1618–1648: Тридцятирічна війна (Данія проти Імперії)
- 1672–1674: Третя англійсько-голландська війна (Данія проти Мюнстера)
- 1700–1720: Велика Північна війна (Данія проти Гольштейну)
- 1798–1802: Війна другої коаліції (Данія проти Імперії)
- 1800–1814: Наполеонівські війни (Данія як союзник Франції проти Австрії й Пруссії)
- 1848—1850: Перша Шлезвізька війна
- 1864: Друга  Шлезвізька війна
- 1939—1940: Друга світова війна
  - 1939—1940: Дивна війна
  - 1940: Операція «Везерюбунг»
  - 1940–1945: німецька окупація Данії